# 国家政治保卫总局
国家政治保卫总局的正式名称为苏联人民委员会国家政治保卫总局（俄語：Объединённое государственное политическое управление при СНК СССР，缩写为ОГПУ，拉丁转写为OGPU），它于1923年11月15日由国家政治保卫局（GPU）改组而来。

## 历史
1922年2月，苏俄内务人民委员部内成立了国家政治保卫局。
1923年11月15日，苏联共产党将国家政治保卫局从内务人民委员部独立出来，成立了与内务人民委员部平级的，直接由苏联人民委员会领导的国家政治保卫总局。第一任局长为捷尔任斯基。第二任局长为缅因斯基，缅因斯基于1934年逝世之后，独立了11年的国家政治保卫总局重新被并入内务人民委员部。
国家政治保卫总局对斯大林的农业集体化政策的强制执行起了巨大作用，在农业集体化过程中，那些不愿意入集體農莊的农民户主被国家政治保卫局实行大逮捕，后来这些人都被枪决。
1930年4月7日的根据苏联最高苏维埃的法令，苏联的边防部队和在各地的劳改营被划归国家政治保卫总局管理。同时，国家政治保卫总局还以不同面目参与了对苏联新闻、出版、电影等各种媒体的监督和审查。
20世纪20、30年代，国家政治保卫总局对苏联的知识分子进行了清理，发现了所谓“工业党”、“劳动农民党”、“孟什维克联盟局”等“反革命组织”，产生了大量的冤案。

## 著名行动
- 托拉斯行动（英语：Operation Trust），国家安全总局的特工宣称在苏联内有反共武装，成功将英国军情六处特工西德尼·乔治·赖利骗入苏联，西德尼·乔治·赖利最后被枪决。
- 辛迪加行动（俄语：Синдикат-2），国家安全总局的特工打入了流亡在海外的白卫军集团，并取得了他们的领导者鲍里斯·萨温科夫的信任，1923年，国家安全总局的特工劝说鲍里斯·萨温科夫回到国内领导反共武装，鲍里斯·萨温科夫回到苏联后即被逮捕。

### 引用
1. 1 2  .   [2012-10-02]. （原始内容存档于2013-01-01）.
2. ↑  . 共识网. 2010-01-20  [2012-10-02]. （原始内容存档于2014-05-14）.
3. ↑  康德拉季耶夫的长波理论述评[永久]